# Mezzoldo
Mezzoldo là một đô thị ở tỉnh Bergamo trong vùng Lombardia của nước Ý, có vị trí cách khoảng 70 km về phía đông bắc của Milano và khoảng 35 km về phía bắc của Bergamo. Tại thời điểm ngày 31 tháng 12 năm 2004, đô thị này có dân số 225 người và diện tích là 18,8 km².
Đô thị Mezzoldo có các frazioni (đơn vị cấp dưới, chủ yếu là các làng) Ca' San Marco and Ponte delle Acque.
Mezzoldo giáp các đô thị: Albaredo per San Marco, Averara, Olmo al Brembo, Piazzatorre, Piazzolo, Tartano, Valleve.